# Cosmoscarta angulifera
Cosmoscarta angulifera är en insektsart som först beskrevs av Walker 1870.  Cosmoscarta angulifera ingår i släktet Cosmoscarta och familjen spottstritar. Inga underarter finns listade i Catalogue of Life.